# 回隆镇 (魏县)
回隆镇是河北省魏县下辖的一个镇。位于魏县西南部，距县城31千米。面积44平方千米，邮政编码056804。

## 行政区划
桥头溪乡下辖以下地区：
南街东村、东街村、南街西村、西街村、北街村、东梁小汪村、西梁小汪村、前朋固村、后张庄村、六上村、韩小汪北村、西赵村、后赵村、崔小汪村、李大汪村、常大汪村、东赵村、后朋固村、韩小汪南村、西张庄村、刘庄营村、冯庄村、韩小汪西村、韩小汪东村、步村、孔大汪村、南营村、小任庄村和南栗庄村。

## 沿革
1961年建回隆公社，1984年改镇。1997年，面积44平方千米，人口4.5万。

## 小吃
回隆烧鸡、回隆扒糕、煎血、回隆饸饹